# Rapotice
Rapotice – miejscowość i gmina (obec) w Czechach, w kraju Wysoczyna, w powiecie Třebíč. W 2022 roku liczyła 537 mieszkańców.
W miejscowości jest stacja kolejowa Rapotice.